# Josh Magennis
Joshua Brendan David Magennis (Bangor, 1990. augusztus 15. –) északír válogatott labdarúgó, a Hull City játékosa.
Az Északír válogatott tagjaként részt vett a 2016-os Európa-bajnokságon.